# Epicauta albolineata
Epicauta albolineata är en skalbaggsart som först beskrevs av Dugès 1877.  Epicauta albolineata ingår i släktet Epicauta och familjen oljebaggar. Inga underarter finns listade i Catalogue of Life.